# Blanche Thebom
Blanche Thebom ( 19 septembre 1915 – 23 mars  2010) était une mezzo-soprano américaine, une professeur de chant et une directrice d’opéra.

## Biographie
Elle fit partie de la première vague de chanteurs d’opéra américains à connaitre une carrière internationale très réussie. Elle eut une association de 22 ans avec le Metropolitan Opera de New York.
Elle avait un très riche répertoire qui allait de Handel à Mozart en passant par Verdi et Debussy. Elle était toutefois surtout connue pour ses prestations dans les opéras de Richard Wagner. Deux rôles lui sont particulièrement associés: Fricka dans Walkyrie et Brangaene dans Tristan et Iseult. Elle réalisa de nombreux enregistrements et est apparue dans 2 films : Irish Eyes Are Smiling (1944) et  The Great Caruso (1951) avec Mario Lanza.
Après son retrait de la scène en 1967, Thebom fut directrice d’opéra à Atlanta pendant 6 ans. Ensuite elle enseigna le chant dans des cours privés et à l’Université de l’Arkansas et à l’Université d'État de San Francisco. Elle co-fonda un programme d’enseignement de l’opéra et fut membre du conseil du Metropolitan Opera pendant 40 ans.